# Ada van Holland (abdis)
Ada van Holland (ca. 1208 – Rijnsburg, 15 juni 1258) was abdis van Rijnsburg van circa 1239 tot haar dood. Ada was een dochter van graaf Willem I van Holland en Aleid van Gelre. Ze stamde uit het Hollandse huis.

## Biografie
Ada's geboortejaar is niet met zekerheid bekend. Volgens E.H.P. Corfunke was ze de tweede dochter van Willem I en Aleid. Hij baseert zich hiervoor op de traditionele volgorde van naamgeving en het geboortejaar van Ada's jongere broer Floris IV in 1210.

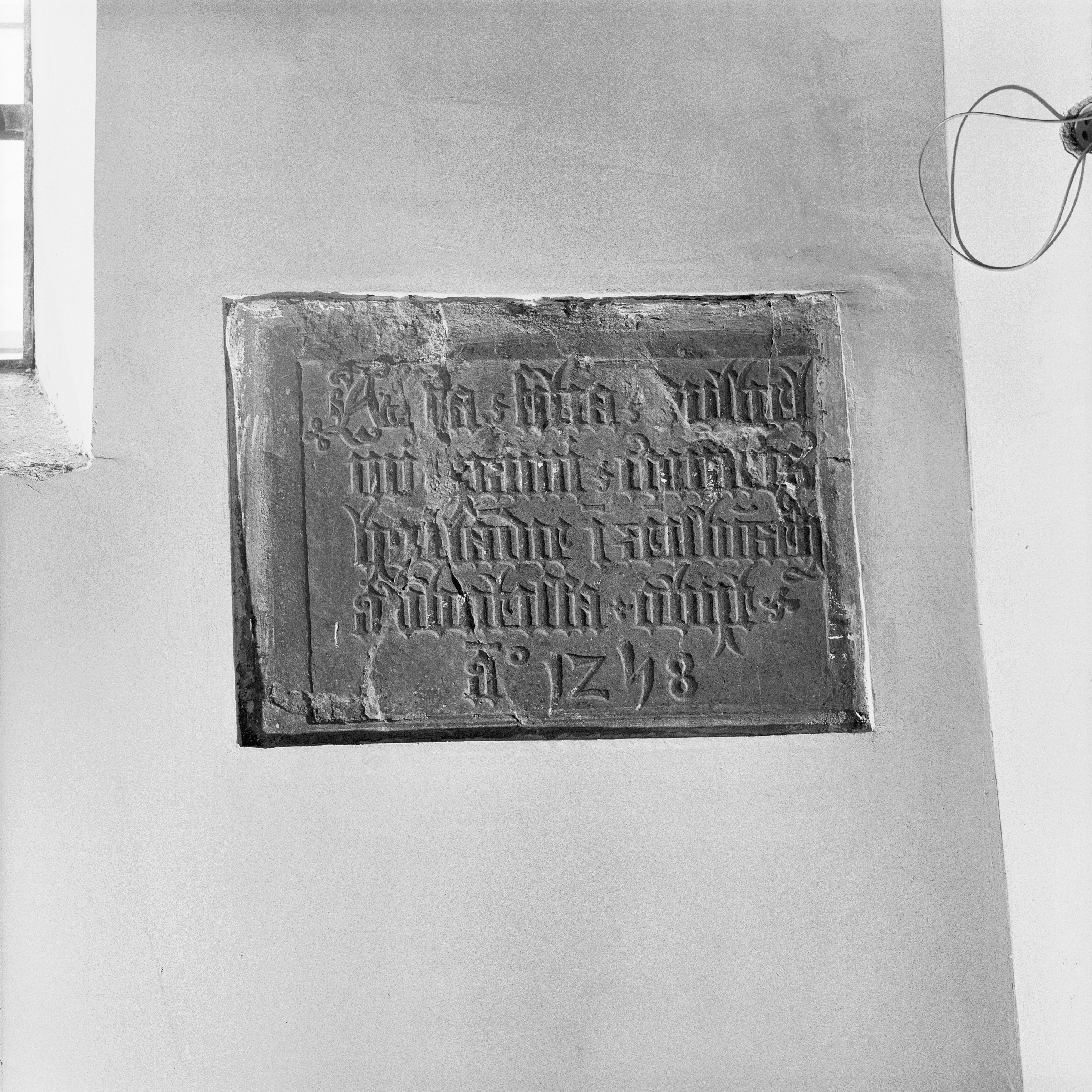
Grafzerk

In een oorkonde uit 1233 wordt Ada voor het eerst vermeld als non in Rijnsburg. De abdij van Rijnsburg was een benedictijns klooster voor adellijke meisjes en vrouwen. Zij verbleven in het klooster tot hun huwelijk of hun definitieve intrede als non. De abdij was in 1133 gesticht door Petronilla van Lotharingen, de weduwe van graaf Floris II van Holland. Haar zoon Dirk VI van Holland schonk de abdij in 1140 namens zijn moeder aan de paus. Door de directe bescherming van de paus te zoeken, onttrok de graaf Rijnsburg aan de invloed van de bisschoppen van Utrecht. De abdij werd door de Hollandse graven rijkelijk bedeeld met landgoederen en inkomsten.
Ada werd rond 1239 abdis van Rijnsburg. Tijdens haar bestuur raakte ze in conflict met haar broer Otto, de bisschop van Utrecht. Otto mengde zich in het huishoudelijke bestuur van zijn zuster. Ada zocht daarop steun bij de paus, die de speciale positie van de abdij ten opzichte van de bisschoppen in zijn bul van 31 augustus 1245 bevestigde.
Ada overleed in 1258 en werd begraven onder het hoofdaltaar in de abdijkerk. Een later gemaakte grafzerk is bewaard gebleven en ingemetseld in de muur van de Grote of Laurentiuskerk in Rijnsburg.